# Chíquiza
Chíquiza là một khu tự quản thuộc tỉnh Boyacá, Colombia. Thủ phủ của khu tự quản Chíquiza đóng tại Chíquiza Khu tự quản Chíquiza có diện tích 117 ki lô mét vuông. Đến thời điểm ngày 28 tháng 5 năm 2005, khu tự quản Chíquiza có dân số 6987 người.